# Sparatoria di Tucson del 2011
La sparatoria di Tucson del 2011 è una strage avvenuta l'8 gennaio 2011 a Casas Adobes, sobborgo nord-occidentale di Tucson in Arizona, ad opera di Jared Lee Loughner, che ha comportato la morte di 6 persone e il ferimento di altre 14, tra cui la deputata democratica dell'Arizona Gabrielle Giffords, bersaglio principale dell'azione.

## Dinamica

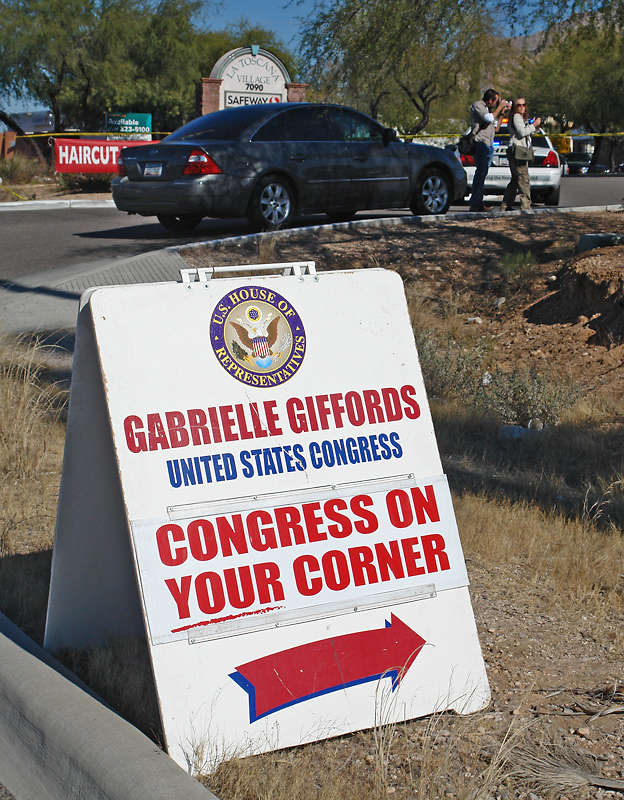
Cartello indicante il "Congress on Your Corner" constituent meeting

La sparatoria è avvenuta all'esterno di un supermercato della catena Safeway, durante un comizio politico a cui la Giffords partecipava come protagonista. Tra i morti anche un giudice federale, John McCarthy Roll, una bambina di nove anni, Christina Taylor Green, e un collaboratore di Gabrielle Giffords, Gabe Zimmermann.
La deputata democratica è stata raggiunta da un colpo di pistola alla testa ed è stata subito trasportata al University Medical Center di Tucson dove ha subito un intervento chirurgico. Inizialmente si sono diffuse voci insistenti riguardo al decesso della Giffords, ma in seguito l'ospedale e i collaboratori della donna hanno smentito la notizia. Le sue condizioni sono sembrate migliorare, sebbene i medici abbiano espresso un "cauto ottimismo" al riguardo.
La sparatoria è avvenuta poco dopo le 10 MST (UTC-7). Un'esponente della Camera dei rappresentanti dell'Arizona, Gabrielle Giffords, teneva un incontro con gli elettori chiamato "Congress on Your Corner" presso un supermarket della catena Safeway a Casas Adobes, un sobborgo di Tucson. Secondo i testimoni la Giffords aveva preparato un tavolo fuori dal negozio. 20-30 persone le stavano intorno quando l'attentatore ha estratto una pistola legalmente posseduta, in ottemperanza alle leggi dello Stato dell'Arizona (ritenuto permissivo in materia), e ha sparato alla Giffords colpendola alla testa. In seguito, ha continuato a sparare, apparentemente a caso, nel mezzo della folla.
L'arma usata nella strage, come emerso dai verbali della polizia, risulta essere una 9mm Glock modello 19 pistola con alta capacità di fuoco (caricatore da 30 colpi). Un testimone ha detto di aver percepito "da 15 a 20 colpi". L'attentatore ha concluso la sua opera quando, avendo terminato le munizioni ed essendosi fermato per ricaricare, è stato bloccato da una signora rimasta illesa, Patricia Maisch, 61 anni, che ha afferrato la borsa impedendogli di prendere il materiale. L'attentatore è stato poi buttato a terra dal colonnello in pensione Bill Badger di 74 anni, che, nonostante fosse stato ferito, era stato aiutato sia dalla Maisch sia da due signori, Roger Sulzgeber e Joseph Zamudio. Tutte queste persone sono state applaudite pubblicamente durante il memorial del 12 gennaio tenuto dal Presidente e presentate alla nazione come eroi.
La prima chiamata al 9-1-1 dalla scena del crimine è arrivata alle 10:12 Mentre attendeva che arrivassero i soccorsi un membro dello staff della Giffords, Daniel Hernandez Jr., ha cercato di tamponare la ferita che quest'ultima aveva alla testa, assicurandosi allo stesso tempo che questa non soffocasse per il sangue. Pare che Hernandez, agendo in tale modo, le abbia salvato la vita. David e Nancy Bowman, una coppia, lui medico e lei infermiera che stavano facendo la spesa nel supermarket, si sono immediatamente occupati della bambina di nove anni Christina-Taylor Green. La Polizia è arrivata alle 10:15, le ambulanze alle 10:16.
Cinque persone sono morte immediatamente, compreso il giudice federale John Roll e il capo dello staff della Giffords Gabe Zimmerman. Christina-Taylor Green è morta più tardi all'ospedale. Uno dei feriti è stato trasportato al Northwest Medical Center mentre gli altri sono stati trasportati alla University Medical Center di Tucson.

## Obiettivo dell'attacco

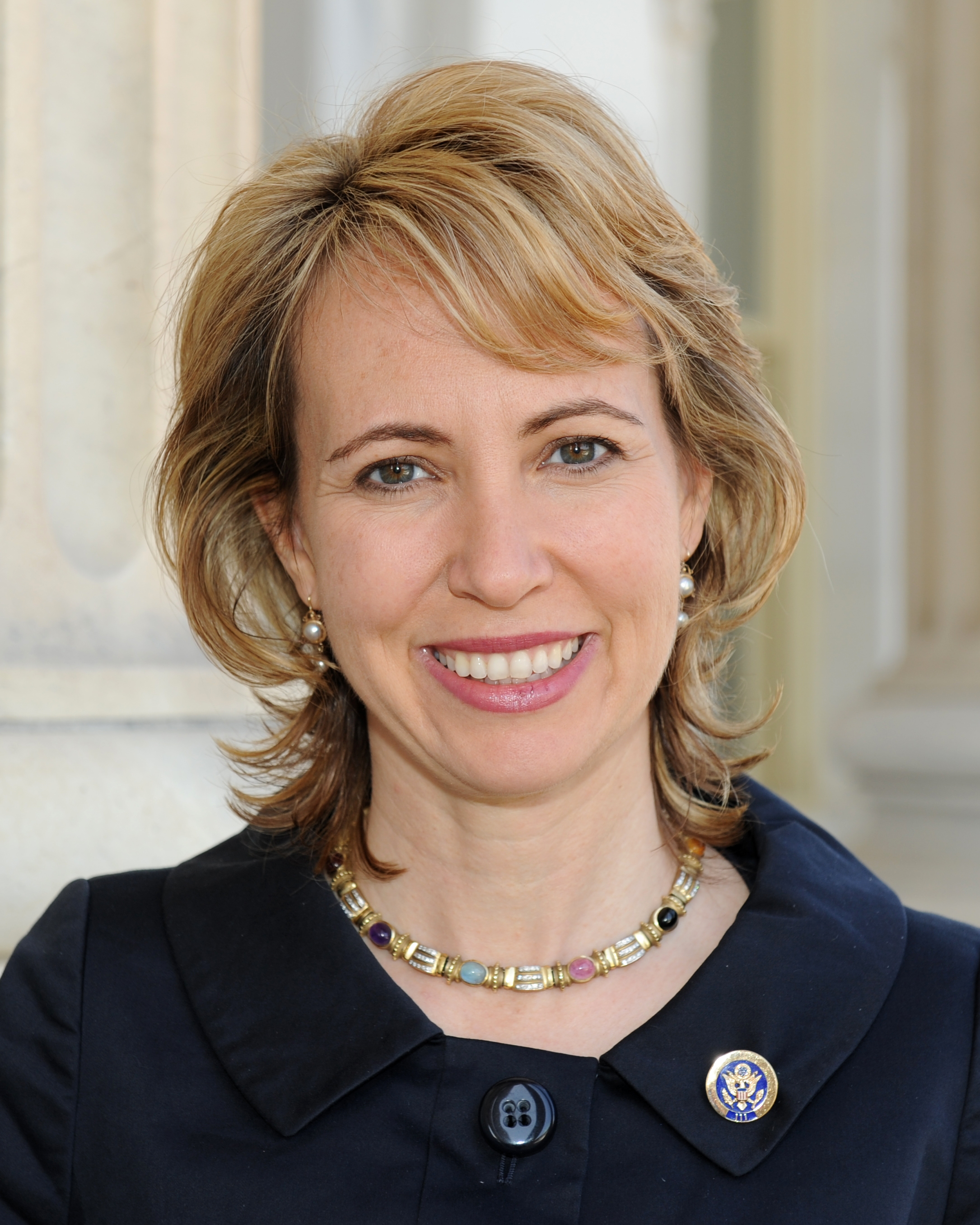
Gabrielle Giffords, rappresentante democratica al Congresso degli Stati Uniti, ferita nell'attacco.

Gabrielle Giffords era l'obiettivo dell'attacco. Alcuni media inizialmente riportarono che la Giffords era stata uccisa, ma questa notizia fu subito ritirata e corretta, in quanto la Giffords era sopravvissuta e aveva una grave ferita alla testa. La Giffords fu trasportata d'urgenza alla University Medical Center in condizioni critiche, benché ancora cosciente e rispondente alle sollecitazioni. In 38 minuti, la Giffords era in chirurgia d'emergenza dove le furono rimossi frammenti del cranio e una certa quantità di tessuto necrotico del cervello. Una parte del cranio della Gifford venne rimossa con una cranioctomia per prevenire ulteriori danni cerebrali causati dal gonfiore post traumatico.
Secondo il Dr. Peter M. Rhee del centro medico, Gabrielle Giffords fu "colpita da parte a parte in un lato della testa e [...] la pallottola le ha attraversato il cervello". La traiettoria della pallottola attraversa l'emisfero sinistro del cervello senza oltrepassare la linea mediana, dalla quale di solito intervengono le ferite più gravi. I dottori hanno detto che la pallottola è entrata dalla fronte della Giffords e uscita dal retro del cranio, Il neurochirurgo e commentatore medico Sanjay Gupta ha detto che il fatto che la pallottola sia uscita costituisce un fattore importante per la sopravvivenza poiché tutta l'energia cinetica della stessa non si è trasferita al cervello.
La Giffords è stata messa in coma farmacologico per permettere al suo cervello di riposare. Era in grado di rispondere a semplici sollecitazioni quando veniva periodicamente svegliata, ma non poteva parlare perché era in respirazione assistita. Il marito della Gifford Mark E. Kelly ha detto a Nancy Pelosi che ci sarà "un'ardua strada in vista" per il suo recupero, ma è ottimista, poiché la donna è recettiva, poiché riusciva a muovere uno specifico numero di dita quando le veniva richiesto. Il neurologo della U.S. Army Geoffrey Ling della Uniformed Services University di Bethesda è stato inviato a Tucson come consulente per la riabilitazione della Giffords. Ling ha dichiarato, "La prognosi per il mantenimento delle funzioni è molto buona. Supera il 50 per cento."
L'11 gennaio il neurochirurgo G. Michael Lemole Jr. ha dichiarato che i sedativi alla Giffords erano stati ridotti e che lei ora era in grado di respirare autonomamente. È anche capace di seguire degli ordini e muovere le braccia e le gambe. Il giorno seguente, in occasione del discorso durante l'evento di commemorazione delle vittime tenutosi a Tucson presso la University Of Arizona, il Presidente Barack Obama riferisce alla folla presente che poco dopo la visita sua e della moglie Michelle Obama la Giffords abbia per un breve istante aperto gli occhi.

## Indagine

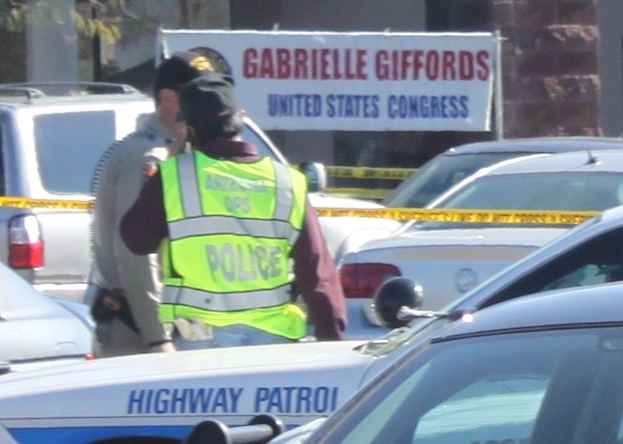
La Polizia sulla scena del crimine circa due ore dopo la sparatoria

Il supermercato Safeway è stato chiuso in seguito all'attacco. Lo sparatore, descritto come un uomo bianco di circa 25 anni con i capelli corti e vestito in modo trasandato, è stato arrestato dopo che era stato fermato da alcune persone presenti nel luogo della sparatoria. La Polizia lo ha identificato come Jared Lee Loughner, nato a settembre del 1988. L'8 e il 9 gennaio, egli è stato interrogato dall'FBI e si riporta che rifiutasse di collaborare con la polizia invocando il Quinto Emendamento. Le autorità hanno riportato che le motivazioni dello sparatore sono tuttora sconosciute, perché egli si rifiuta di parlare. Tuttavia, in una busta ritrovata nella casa dell'attentatore era scritto "L'ho preparato", "Mio assassinio", e "Giffords", assieme ad una lettera proveniente dall'ufficio della Giffords in cui lo si ringraziava per aver partecipato ad un evento analogo tenutosi nel 2007.
Quando è avvenuta la sparatoria alla periferia di Tucson a Casas Adobes, lo sceriffo della contea di Pima cominciò l'indagine preliminare con l'assistenza della polizia di Tucson e della Arizona Department of Public Safety. In seguito il presidente Obama ha incaricato il direttore dell'FBI Robert Mueller di recarsi a Tucson per occuparsi personalmente dell'indagine. Anche la Polizia di Stato Capitol Police sta conducendo un'indagine

### L'attentatore

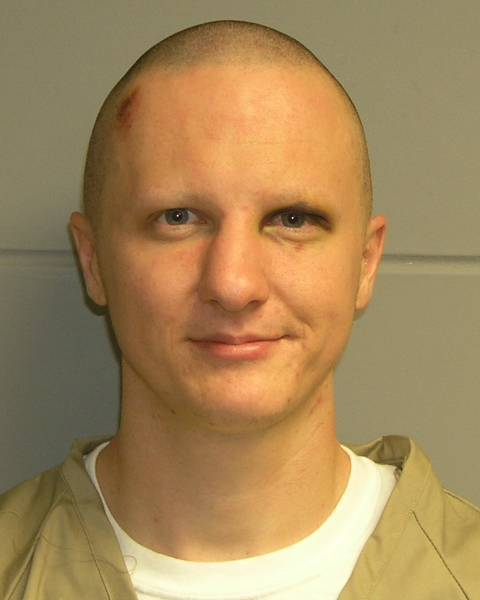
Foto segnaletica di Jared Lee Loughner

Jared Lee Loughner è il principale sospetto come attentatore. Al momento della sparatoria, Loughner aveva 22 anni e viveva con i suoi genitori a Tucson, circa 8 chilometri dal luogo della sparatoria. Grant Wiens, che frequentò il liceo e il college con Loughner, lo descrive come "una sorta di personaggio interessante" solitario e con una propria opinione personale. Caiti Parker, che disse di averlo conosciuto al liceo quattro anni prima, lo descrive come un solitario politicamente radicale. I compagni di scuola fanno notare che Loughner era critico della religione. Un articolo del New York Times su Loughner dichiara che egli aveva comparato l'aborto al terrorismo.
Sebbene si sapesse poco sul sospetto all'inizio, la sua presenza on-line fu presto scoperta, poiché egli aveva un account sia su Myspace che su YouTube. La sua pagina su Myspace venne rimossa per volere della compagnia stessa. Il suo profilo su Myspace includeva una pistola posata sopra un libro sulla storia degli Stati Uniti d'America. Alcune ore prima della sparatoria, la pagina di Loughner su Myspace è stata aggiornata con comunicati provenienti dal suo account che dicevano, "Arrivederci," e diceva ai suoi amici: "Per favore non arrabbiatevi con me."
Molto prima della sparatoria Loughner aveva scritto numerosi commenti anti governativi e alcuni video su Internet. Egli brevemente discuteva di terrorismo scrivendo:
Lo sceriffo della contea di Pima Clarence Dupnik dichiarò che il sospetto aveva anche un account su YouTube chiamato "Classitup10". Il profilo di Loughner su YouTube dichiarava insieme ad altre cose che alcuni dei suoi libri preferiti erano Manifesto del Partito Comunista, La fattoria degli animali, Mein Kampf, La Repubblica di Platone, e We the Living; un video dice a chi lo guarda che "non si devono accettare le leggi federali", chiedeva un ritorno al sistema aureo, e accusava il governo di controllo delle menti e lavaggio del cervello nei confronti dei cittadini. Il suo profilo su YouTube cita anche libri come Il Mago di Oz, Peter Pan, I viaggi di Gulliver, e Attraverso lo specchio e quel che Alice vi trovò.
Nel video postato sotto un altro profilo su YouTube, molto probabilmente anche questo profilo appartenente a Loughner, tra l'altro si tratta dell'unico video tra i preferiti sul sito di Classitup10 su YouTube ufficialmente appartenente a Loughner, viene rappresentato un personaggio che ricorda una figura medioevale che brucia la bandiera degli Stati Uniti d'America, in sottofondo la canzone Bodies del gruppo Nu metal texano Drowning Pool.
Sul loro sito i Drowning Pools si sono ufficialmente distaccati dalle possibili manipolazioni, inserendo ben due comunicati ufficiali in cui rigettano la violenza e abiurano ciò che è successo.
Loughner ha frequentato il Pima Community College fino a che le autorità scolastiche non lo sospesero dopo aver ricevuto lamentele riguardo al suo comportamento inappropriato in classe. Loughner decise di ritirarsi definitivamente in ottobre 2010 piuttosto che sottostare ad un consulto psichiatrico come provvedimento obbligatorio per iscriversi nuovamente. Secondo i registri del tribunale, Loughner aveva due reati precedenti, uno dei quali era per possesso di droga. Ufficiali della U.S. Army hanno dichiarato che Loughner aveva provato ad arruolarsi, ma la sua applicazione era stata rifiutata come "inabile" per il servizio nel 2008.
Hanno negato ulteriori precisazioni a causa dell'uso confidenziale di tali informazioni, tuttavia un ufficiale amministrativo ha dichiarato ai media che la sua esclusione era dovuta ad un test sull'uso di droga risultato positivo. Bryce Tierney, un amico di Loughner, ha ricevuto un messaggio vocale da Loughner otto ore prima della sparatoria. Tierney disse che Loughner provava astio da un anno contro la Giffords perché questa non aveva risposto in modo sufficiente ad una domanda da lui posta in un'occasione del tutto simile in un altro centro commerciale di Tucson nel 2007. La domanda posta era "Come sa lei che le parole significano qualcosa?" ("How do you know words mean anything?").
Un memorandum del Department of Homeland Security descrive Loughner come un affiliato del gruppo antisemitico, antiimmigrazione di estrema destra American Renaissance. Il gruppo nega ogni rapporto con Loughner e condanna la violenza. David Denlinger, comandante dell'Arizona Counter Terrorism Information Center, in seguito precisò che non c'era nessuna prova che egli avesse rapporti con American Renaissance. Il registro degli elettori della contea di Pima mostra che Loughner si registrò come indipendente il 9 settembre 2006.
Il giorno della sparatoria i genitori di Loughner tornarono a casa dopo un giro di compere, inconsapevoli di cosa fosse accaduto, e trovarono la polizia che ispezionava la loro casa. Il vicino Wayne Smith disse loro cosa era accaduto. Smith ha raccontato che la madre di Loughner "quasi moriva di un colpo", mentre suo padre si è seduto in strada a piangere. Smith ha descritto la famiglia come "devastata", con un forte senso di colpa, che si domandava "dove abbiamo sbagliato?" Dopo tre giorni di silenzio, i genitori di Loughner hanno rilasciato una dichiarazione l'11 gennaio 2011, in cui esprimevano rimorso per le vittime e dicevano "Non capiamo perché questo è accaduto".

### Persona ricercata
La Polizia all'inizio ha detto che si cercava anche un uomo bianco di circa 40-50 anni con i capelli neri, possibilmente associato al primo sospetto. La mattina del 9 gennaio, un'immagine di una telecamera di sicurezza in cui appare quest'uomo è stata pubblicata. Più tardi quello stesso giorno lo Sceriffo della Contea di Pima Jason Ogan disse che quell'uomo era un tassista che aveva condotto lo sparatore fino al luogo della sparatoria. L'autista accompagnò Loughner al negozio per avere il cambio del denaro per pagare la corsa, e il dipartimento dello Sceriffo ha determinato che il tassista non era in nessun altro modo implicato nella sparatoria.

### Procedimenti legali

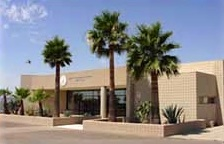
L'istituto penitenziario di Phoenix dove è stato incarcerato Loughner subito dopo la sparatoria

Loughner è stato immediatamente incarcerato presso l'isitituto penitenziario di Phoenix senza possibilità di cauzione. È stato accusato presso una corte federale in primo grado di tentato omicidio di un membro del Congresso, in secondo grado di omicidio di un impiegato federale, e in secondo grado di tentato omicidio di impiegato federale. Il 10 gennaio 2011 i giudici federali del distretto di Tucson rifiutarono di prendere la causa e l'intero corpo giudiziario dello Stato dell'Arizona sta considerando di rifiutare la causa perché una delle vittime era il loro collega John Roll.
I pubblici ministeri che rappresentano lo Stato dell'Arizona hanno dichiarato che intendono inoltrare l'accusa di omicidio e di tentato omicidio a nome delle vittime che non erano impiegati federali. Lo Stato ha competenza per perseguire la sparatoria contro i cinque impiegati federali e dunque può legalmente perseguirla anche in nome delle vittime civili. I pubblici ministeri dell'Arizona normalmente hanno dieci giorni di tempo da quando un sospetto viene arrestato, per perseguirlo, ma il tempo in cui qualcuno viene arrestato dai federali non conta per questo limite.
L'avvocato della difesa Judy Clarke è stata incaricata di difendere Loughner davanti alla corte federale..
L'8 novembre 2012, Loughner è stato condannato dal tribunale, davanti a molte delle sue vittime e ai parenti di coloro che ha ucciso. Il giudice Burns ha condannato Loughner a sette ergastoli consecutivi più 140 anni di prigione senza condizionale.

## Vittime

### Morti
Sei persone sono state uccise nell'attacco. Tutti eccetto Christina-Taylor Green sono morti nella scena della sparatoria.
- Christina-Taylor Green, 9 anni, di Tucson. Green era stata accompagnata al meeting da un vicino di casa.[91] è morta all'University Medical Center. Nata l'11 settembre 2001, era apparsa nel libro Facce della Speranza: Bambini Nati l'11 settembre (pagina 41).[92][93][94] Figlia di John Green, scout dei Los Angeles Dodgers e Roxanna Green, nipote dell'ex giocatore e manager della Major League Baseball Dallas Green[93][95] e seconda cugina dell'attrice Sophia Bush.[96] Frequentava la scuola elementare e recentemente era stata eletta rappresentante di consigli alla Mesa Verde Elementary School.[97][98][99]
- Dorothy "Dot" Morris, 76 anni. Una segretaria in pensione di Oro Valley. Suo marito George è sopravvissuto a due colpi di pistola mentre cercava di proteggerla.[89][100]
- John Roll, 63 anni. Roll era giudice capo presso la U.S. District Court for Arizona. Nativo della Pennsylvania si era laureato nel 1969 presso la University of Arizona. Ha cominciato la carriera legale nella Corte Suprema della Contea di Pima e nel 1980 è entrato ufficialmente nella U.S. Attorney. È stato inviato alla Corte d'Appello dell'Arizona Appeals nel 1987 fino a che fu nominato giudice federale dal presidente George H. W. Bush nel 1991. Ha svolto le mansioni di presiding judge dal 2006.[101]
- Phyllis Schneck, 79 anni. Costruttore edile di Tucson.[89][102]
- Dorwin Stoddard, 76 anni. Stoddard era un lavoratore edile in pensione.[103] È stato colpito alla testa mentre proteggeva sua moglie Mavy. Lei riuscì a parlargli per 10 minuti prima che morisse.[89]
- Gabriel "Gabe" Zimmerman, 30 anni. Zimmerman faceva parte dello staff della Giffords e svolgeva le mansioni di community outreach director. Zimmerman aveva fatto parte di tale staff fin dal 2006. Era nato a Tucson e aveva completato un master per assistente sociale presso la Arizona State University[104] e una laurea in sociologia alla UC Santa Cruz.[105] Era fidanzato ed in procinto di sposarsi.

### Feriti
Quattordici persone furono ferite e sopravvissero all'attacco:
- Gabrielle Giffords, U.S. Representative per l'Arizona.[91]
- Bill Badger, 74 anni. Un colonnello dell'esercito in pensione colpito alla testa da una pallottola, un attimo prima che l'attentatore fosse fermato.[107]
- Ron Barber, direttore dello staff Giffords.[91]
- Eric Fuller, 63 anni. Un veterano dell'esercito in pensione autista di limousine, colpito alla gamba e alla schiena da frammenti di proiettili.[108]
- Susan Hileman, colpita alla gamba, all'addome e al torace, è la vicina di casa che aveva accompagnato al meeting Christina-Taylor Green.[109]
- George Morris, un ex Marine pilota di aerei, sopravvissuto a due colpi di pistola mentre cercava di proteggere sua moglie Dorothy, morta nella sparatoria.[110]
- Mary Reed, che era andata al meeting con la sua famiglia, è stata colpita anche lei mentre cercava di proteggere la figlia addossandosi ad un muro[111]
- Pam Simon, dello staff Giffords.[91]
- Mavy Stoddard, colpita alla gamba mentre era protetta dal marito Dorwin.[89] Lei e suo marito si erano conosciuti a scuola, si erano ritrovati dopo che i loro rispettivi coniugi erano morti e si erano sposati.[103]

### Cerimonia commemorativa

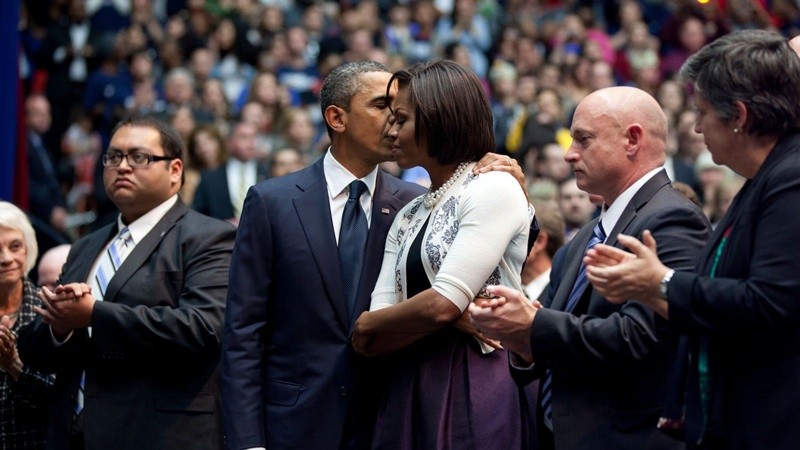
Daniel Hernandez, Barack e Michelle Obama, Mark E. Kelly, e Janet Napolitano alla cerimonia di commemorazione delle vittime.

Il Presidente Barack Obama si è recato a Tucson per presenziare ad una cerimonia commemorativa delle vittime della sparatoria. Nella notte dell'11 gennaio 2011, la governatrice dell'Arizona Jan Brewer ha firmato una legge di emergenza che prevede che vi siano manifestazioni di protesta nell'arco di 300 m dal luogo in cui si svolge un funerale, in risposta all'annuncio della Westboro Baptist Church che aveva in programma un picchetto al funerale della vittima della sparatoria Christina Taylor Green.
Prima che si tenesse la cerimonia di commemorazione il 12 gennaio, Obama si è incontrato con le famiglie delle vittime e ha visitato la Giffords in ospedale. Durante la serata dell'evento, intitolato "Ricresciamo insieme: Tucson e l'America", Obama disse che la Giffords si stava lentamente riprendendo, ha ricordato e pregato per le vittime dell'attacco, e ha sottolineato gli interessi sociali e politici di Christina Taylor Green citandola come esempio per come realmente dovrebbe funzionare la politica dell'America. "Voglio che noi viviamo così come lei si aspettava che vivessimo," ha dichiarato Obama. "Voglio che la nostra democrazia sia bella come lei si immaginava. Tutti noi, dovremmo fare tutto il possibile per assicurarci che questo paese viva secondo le aspettative dei nostri bambini."

## Reazioni

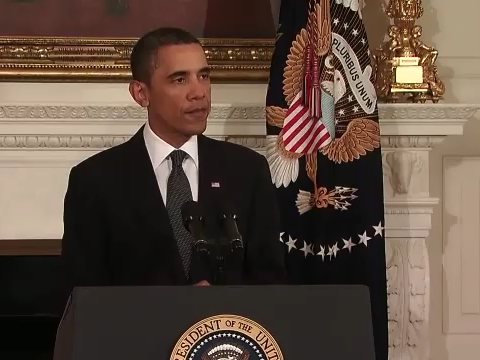
Il Presidente degli Stati Uniti Barack Obama parla riguardo alla sparatoria.

Il Presidente degli Stati Uniti Barack Obama ha dichiarato che l'attentato di Tucson è stata «un'indicibile tragedia che non può trovare posto in una libera società», mentre il nuovo speaker della Camera John Boehner ha condannato l'attentato, affermando che «ogni attacco a un servitore dello Stato è un attacco a tutti i servitori dello Stato» e ordinando di porre a mezz'asta le bandiere del Campidoglio in segno di lutto.

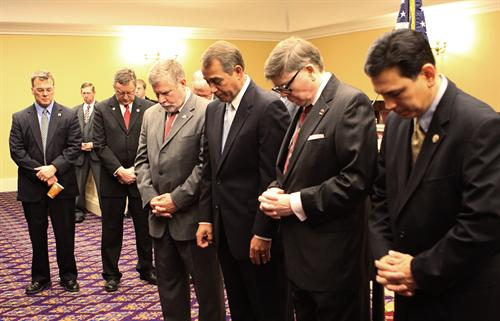
John Boehner e membri della delegazione dell'Ohio osservano un minuto di silenzio per le vittime della sparatoria.

Conseguentemente alla strage, l'opinione pubblica ha mosso numerose critiche contro l'ex-governatrice repubblicana Sarah Palin, colpevole — secondo alcuni media — di aver alimentato il clima di tensione politica. La Palin infatti aveva stilato una "lista nera" di avversari politici da temere e nell'elenco era presente anche la Giffords; inoltre i simboli con cui venivano indicati i bersagli erano appunto dei mirini da caccia. La Palin ha smentito le accuse attraverso una sua collaboratrice, dicendo che nelle sue azioni non c'era alcun intento di istigare alla violenza.
Tuttavia la stessa Palin attende solo il 12 gennaio 2011, tra l'altro in coincidenza con il discorso del Presidente all'Università di Tucson, per rilasciare un video sul proprio profilo su facebook in cui, evitando di giustificare la crudezza dei propri sistemi di comunicazione politica, si dissocia dalla violenza e si unisce al cordoglio per le vittime. Dall'altra parte dello spettro politico, anche alcuni blog liberal sono stati accusati di aver incitato alla violenza, a causa di alcune posizioni della Giffords in dissonanza da quelle del Partito Democratico; è stato ad esempio scritto dal blog di sinistra Daily Kos che, a causa del mancato supporto verso Nancy Pelosi, "(la Giffords) è morta per noi".
Nancy Pelosi, tuttavia, è stata la prima a correre al capezzale della Giffords; assieme a Kirsten Gillibrand è stata testimone quando la stessa Giffords, in seguito alla visita del Presidente e della moglie, ha per un attimo aperto gli occhi. Tuttavia, la maggior parte dei commentatori statunitensi (tra cui Los Angeles Times, USA Today, The New York Times, Washington Post, Wall Street Journal e Jon Stewart) ritiene che sia azzardato individuare delle ragioni politiche dietro la mano del presunto assassino Jared Lee Loughner; secondo la totalità di questi opinionisti, parlare di una motivazione politica per questo gesto, o di una corresponsabilità di alcune parti politiche, è immotivato e non ha alcun riscontro nella realtà dei fatti.
L'assassino viene infatti dipinto come un malato di mente, senza un'ideologia politica coerente; ad esempio di ciò viene citata la sua lista di libri preferiti, che include sia Manifesto del Partito Comunista che il Mein Kampf di Adolf Hitler. Il 12 gennaio 2011, in occasione dell'evento in memoria delle vittime dell'attentato, tenutosi a Tucson presso la University of Arizona, il Presidente Barack Obama, rivolge un toccante discorso alla Nazione, nel quale chiede ufficialmente che si plachino gli animi nello scontro politico e si pensi semplicemente ad onorare la memoria delle vittime.